# 9483 Chagas
9483 Chagas è un asteroide della fascia principale. Scoperto nel 1960, presenta un'orbita caratterizzata da un semiasse maggiore pari a 3,0988682 UA e da un'eccentricità di 0,1773336, inclinata di 8,74759° rispetto all'eclittica.